# Неготинчани
Неготинчани (единствено число неготинчанец/неготинчанка) са жителите на тиквешкия град Неготино, Северна Македония. Това е списък на най-известните от тях.

## Родени в Неготино
А — Б — В — Г — Д —
Е — Ж — З — И — Й —
К — Л — М — Н — О —
П — Р — С — Т — У —
Ф — Х — Ц — Ч — Ш —
Щ — Ю — Я

### А
- Александър Гьорчев (1933 – 1993), актьор от Социалистическа република Македония
- Александър Христов (1914 – 2000), историк и юрист от Република Македония
- Александър Йорданов, български революционер от ВМОРО, четник на Васил Пешков[1]
- Александър Попдимков, български революционер, войвода на ВМОРО[2]
- Александър Станоев (? – 1907), български революционер
- Александър Филипов, български революционер от ВМОРО, четник на Добри Даскалов[3]
- Александър Христов (р. 1939), юрист от Северна Македония
- Апостол Методиев (р. 1935), учен от Северна Македония с българско национално съзнание

### Б
- Благородна Бояджиева (р. 1959), северномакедонска лекарка и политик
- Борис Филипов (1882 – 1905), български революционер от ВМОРО
- Боро Чаушев (1917 – 2001), югославски политик, партизанин и деец на НОВМ
- Бранко Гьорчев (1962 – 2013), актьор от Република Македония

### Г
- Георги Ангюшев (? – 29 декември 1927), български революционер, деец на Македонската младежка тайна революционна организация, застрелян на улицата от сръбските власти за пробългарска дейност[4]
- Георги Станоев, български революционер, деец на ВМОРО, загинал преди 1918 г.[5]
- Григорий Лазаров, български църковен деец
- Григорий Попдимитров (1864 – 1941), български църковен деец
- Георги Спасов (р. 1949), политик от Северна Македония

### Д
- Димитър Г. Димев, български революционер, деец на ВМОРО, починал след 1918 г.[2]

### Е
- Емануил Филипов, български военен деец, подполковник[6][7]

### И
- Иге Витанов (? – 1903), четник от ВМОРО, загинал в сражение с турци при Никодин[8]

### Й
- Йордан Бухов, български общественик и кмет
- Йордан Йованов (? – 1905), милиционер от ВМОРО, загинал при Топ. корита в сражение със сърби[8]
- Йордан Соколов (1877/1878 – след 1943), македоно-одрински опълченец, 1-ва рота на 7-а кумановска дружина,[9][10] получил в 1943 година след молба като жител на Неготино народна пенсия от Министерския съвет на Царство България[9]

### К
- Кристина Арнаудова (р. 1979), певица от Северна Македония
- Крум Тодоров Камчев (1907 – 1963), български юрист,[11] по време на Ваташкото клане е зам. околийски началник на Кавадарци.

### Л
- Лазар Илиев, български опълченец, ІІI опълченска дружина, умрял преди 1918 г. в Княжево, Софийско[12]
- Лазар Калайджийски (1913 – 1987), югославски партизанин и деец на НОВМ
- Лазар Мойсов (1920 – 2011), югославски политик
- Лолита Ристова (р. 1969), северномакедонска икономистка и политик

### М
- Методи Ив. Поппандов (1886 – ?), завършил земеделие в Берлин в 1906 година, строително инженерство в Аахен в 1908 година и землемерно инженерство в Мюнхен[13]

### П
- Панайот Иванов, български революционер
- Пано Измирлиев (1872 – 1928), български революционер
- Пантелеймон Поппешев, български църковен деец и учител
- Петър Самарджиев (1877 – 1906), български революционер
- Петър Станоев (1888 – 1969), български революционер
- Петър Филипов, български революционер от ВМОРО, четник на Дончо Лазаров[14]

### Р
- Росо Филипов, български революционер, деец на ВМОРО, загинал преди 1918 г.[5]

### Т
- Тодор Камчев (1880 – 1961), български учител и революционер

### Х
- Христо Димев, български революционер от ВМОРО, четник на Иван Димов – Пашата[15]

## Починали в Неготино
- Борис Филипов (1882 – 1905), български революционер от ВМОРО
- Григор Дуйков (? – 1913), български революционер, деец на ВМОРО
- Пано Измирлиев (1872 – 1928), български революционер
- Славчо Николов Шивачев, български военен деец, подпоручик, загинал през Първата световна война[16]